# Wendel Bezerra
Wendel Luís Bezerra da Silva (São Paulo, 18 de junho de 1974) é um ator, dublador, diretor de dublagem, locutor e youtuber brasileiro, na área desde os oito anos de idade. Também é CEO e fundador do estúdio de dublagem UNIDUB. Tem quatro irmãos, dos quais dois também são dubladores: Ulisses e Úrsula.

## Biografia e carreira
Bezerra nasceu na capital paulista em 18 de junho de 1974, embora sua certidão aponte a data 8 de junho, devido a um erro de cartório. O terceiro filho da nordestina Flora Bezerra — que teve os filhos Wellington, Washington, Ulisses, Wendel e Úrsula — e criado apenas por sua mãe, já que seu pai, motorista de caminhão e ônibus, nunca foi presente.

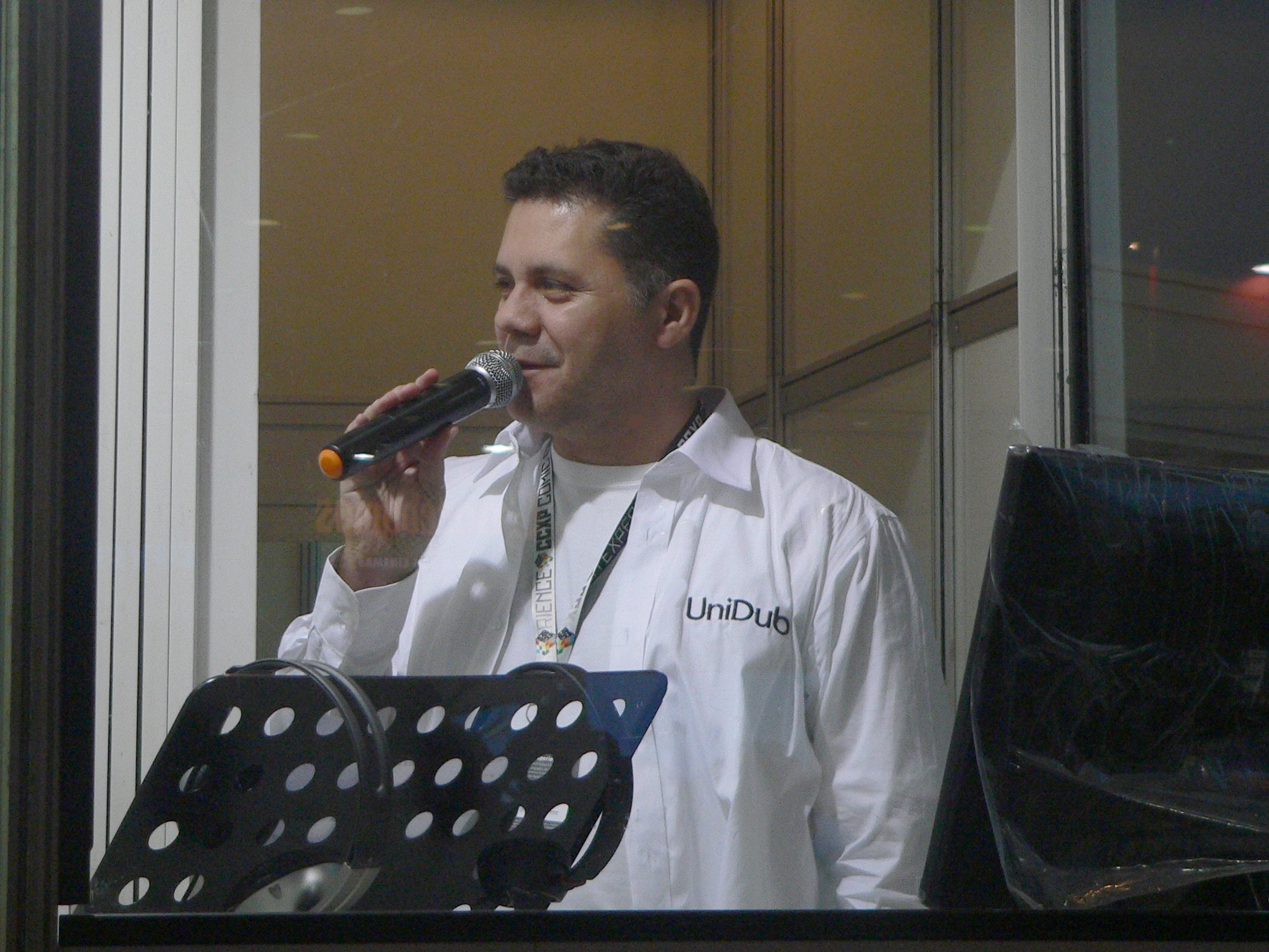
Wendel em 2014 na Comic Con Experience de São Paulo

### Primeiros trabalhos
Começou a trabalhar com quatro anos estreando uma peça de teatro de Bibi Ferreira, A Gota d'Água. O primeiro personagem que dublou foi o filho do protagonista Ernesto Alonso na novela Estranho Poder, depois dublou o protagonista da novela Angelito, depois Jamie em Super Vicky. Sua primeira dublagem em séries japonesas foi no tokusatsu Jaspion, dublando personagens secundários. Além desses trabalhos, foi convidado pelo site Khan Academy para dublar diversas aulas, especialmente nas matérias de Matemática e Biologia.
Em 1982 fez o personagem Rafael na telenovela Destino do SBT e, em 1988, Luisinho na minissérie Chapadão do Bugre, na TV Bandeirantes.

### Dublagem
Entre seus trabalhos mais famosos, estão a dublagem de Buddy Valastro (de Cake Boss), de Goku (Dragon Ball, Dragon Ball Z, Dragon Ball GT, Dragon Ball Kai, Dragon Ball Super, Dragon Ball Z: Bardock – The Father of Goku com a 2° voz na versão Álamo, Dragon Ball Z: A Batalha dos Deuses, Dragon Ball Z: O Renascimento de Freeza, Dragon Ball Super: Broly, Dragon Ball Super: Super Hero), Bob Esponja (de Bob Esponja Calça Quadrada), Steve (de American Dad!, até a 9ª temporada), Gideão Gleeful (de Gravity Falls), Samwise Gamgi (Sam) da trilogia Senhor dos Anéis, Jackie Chan (de As Aventuras de Jackie Chan), Kenji Narukami/Ryukendo (tokusatsu Madan Senki Ryukendo) Lee Sin e willump robotico (do game League of Legends). Entre os atores que dubla estão Edward Norton, Robert Pattinson, Brendan Fraser, Ryan Phillippe, Leonardo DiCaprio. Dublou também Robert Pattinson em Crepúsculo, Lua Nova, Eclipse, e posteriormente, em The Batman, Gunther Magnuson em Kick Buttowski, Poucas Cinzas, Água para Elefantes, Bel Ami - O Sedutor, Robert Schwartzman em O Diário da Princesa e "Calisto Besatt", personagem  no jogo eletrônico Enigma do Medo, com lançamento previsto para janeiro de 2023.

### Prêmios
| Ano  | Premiação     | Categoria                       | Papel/Obra                            | Resultado | Fonte  |
| ---- | ------------- | ------------------------------- | ------------------------------------- | --------- | ------ |
| 2004 | Prêmio Yamato | Melhor Direção de Dublagem      | Os Cavaleiros do Zodíaco              | Indicado  | [ 7 ]  |
| 2005 | Prêmio Yamato | Melhor Dublador de Protagonista | Bob Esponja, em Bob Esponja           | Indicado  | [ 8 ]  |
| 2009 | Prêmio Yamato | Melhor Dublador de Protagonista | Bob Esponja, em Bob Esponja           | Venceu    | [ 9 ]  |
| 2011 | Prêmio Yamato | Melhor Trilha Sonora Adaptada   | Os Imaginadores                       | Venceu    | [ 10 ] |
| 2011 | Prêmio Yamato | Melhor Dublador de Coadjuvante  | Josh Randall, em Amor e Outras Drogas | Indicado  | [ 11 ] |

### Unidub
Após o fechamento da Álamo, Wendel e seu irmão Ulisses Bezerra fundaram a Unidub, focado em dublagem e mixagem. O estúdio cresceu rapidamente e está entre os principais fornecedores de dublagem do Brasil.[carece de fontes?] Além de dirigir a dublagem de filmes, séries e games, Wendel também se tornou CEO no final de 2018, passando a ser o responsável administrativo da empresa.

## Lista de dublagens
| Personagem                                | Série/animação |
| ----------------------------------------- | --- |
| A                                         | O Jardim da Clarilu |
| Akira/Blue Mask (Issei Hirota)            | Defensores da Luz Maskman |
| Batman                                    | The Batman |
| Bob Esponja                               | Bob Esponja Calça quadrada |
| Fenrir de Alioth e Bian de Cavalo Marinho | Os Cavaleiros do Zodíaco |
| Goku                                      | Dragon Ball, Dragon Ball Z, Dragon Ball GT, Dragon Ball Kai, Dragon Ball Super, Dragon Ball Z: Bardock – The Father of Goku (2° voz na versão Álamo), Dragon Ball Z: A Batalha dos Deuses, Dragon Ball Z: O Renascimento de Freeza, Dragon Ball Super: Broly, Dragon Ball Super: Super Hero (estes em sua fase adulta), Dragon Ball Daima (primeiro episódio). |
| Lino/Linus                                | A Turma do Charlie Brown (Redublagem da S&C Produções Artísticas) |
| Sanji                                     | One Piece (Em todos os filmes, inclusive na série em live-action) |
| Steve                                     | American Dad! (até a 9ª temporada) |
| Jayme                                     | Super Vicky |
| Riggins                                   | Starship Troopers |
| Wayne                                     | Anos Incríveis |

## Dublagens nos jogos
| Ano  | Personagem                                | Jogo                                        |
| ---- | ----------------------------------------- | ------------------------------------------- |
| 2008 | Ronan                                     | Grand Chase                                 |
| 2012 | Lee Sin e Nunu Robótico                   | League of Legends                           |
| 2013 | Zhi                                       | Dead Rising 3                               |
| 2014 | Sun Wukong                                | Smite                                       |
| 2014 | Dirhael                                   | Terra-media: As Sombras de Mordor           |
| 2015 | Fenrir de Alioth e Bian de Cavalo Marinho | Os Cavaleiros do Zodíaco: Alma dos Soldados |
| 2016 | Kidomaru                                  | Naruto Shippuden: Ultimate Ninja Storm 4    |
| 2017 | Irmão Olho/Locutor                        | Injustice 2                                 |
| 2017 | Soldado Carja da Sombra                   | Horizon Zero Dawn                           |
| 2018 | Markus                                    | Detroit: Become Human                       |
| 2018 | Narrador                                  | Grand Chase (2018)                          |
| 2024 | Calisto Besatt                            | Enigma do Medo                              |

### Dublagens adicionais
- Ian Somerhalder (Boone Carlyle) em Lost[16]
- Sargento Sousuke Sagara em Full Metal Panic? Fumoffu! (anime)